# Le Cours
Le Cours é uma comuna francesa na região administrativa da Bretanha, no departamento de Morbihan. Estende-se por uma área de 15,63 km². Em 2010 a comuna tinha 681 habitantes (densidade: 43,6 hab./km²).